# 社會主義女性主義
社会主义女性主义（Socialist feminism）是女性主義的一個分支，它側重於關注女性生活中的公共領域與私人領域，並認為只能通過致力於終結經濟和文化上對女性壓迫的來源實現解放。社會女性主義是一種雙管齊下的理論，在理论上融合了馬克思主義女性主義和基進女性主義，既有馬克思主義中對資本主義的批判，還有基進女性主義對父權社會的質疑。:131

## 馬克思主義女性主義
馬克思主義女性主義是女性主义与马克思主义结合的产物，坚持以历史唯物主义和马克思主义为根基，认为女性解放与社会主义的目标一致，稱性別壓迫也等同於階級壓迫。因社會主義女性主義承襲許多馬克思主義女性主義的理論，故有時會被誤認為同一理論。:112-113

## 理論家
- 埃玛·戈尔德曼
- 蘇維亞·沃比（Sylvia Walby）
- 奈莉·王（Nellie Wong）
- 莉丝·沃格尔（Lise Vogel）
- 朱丽叶·米切尔（Juliette Michel）
- 玛格丽特·本斯顿（Magaret Benston）
- 佩吉·莫顿（Peggy Morton）
- 玛丽亚罗莎·达拉·科斯塔（Mariarosa Dalla Costa）
- 上野千鹤子

## 外部連結
- 社會主義女性主義（facebook） （页面存档备份，存于）